# The Stone Angel
The Stone Angel is een film uit 2007 onder regie van Kari Skogland.

## Verhaal
Hagar Shipley vlucht weg van huis als haar zoon Marvin en schoondochter Doris haar aanraadt in te trekken in een bejaardentehuis. Al snel begint Hagar een avontuurlijke reis waarin ze veel te maken krijgt met onder andere haar verleden.

## Rolverdeling
| Acteur          | Personage              |
| --------------- | ---------------------- |
| Ellen Burstyn   | Hagar Shipley          |
| Christine Horne | Hagar in het verleden  |
| Cole Hauser     | Bram in het verleden   |
| Kevin Zegers    | John                   |
| Ellen Page      | Arlene                 |
| Dylan Baker     | Marvin                 |
| Wings Hauser    | Bram                   |
| Aaron Ashmore   | Matt                   |
| Devon Bostick   | Marvin in het verleden |